# Puedes telefonear desde aquí
Puedes telefonear desde aquí (You May Telephone From Here, 27 de febrero de 1909) es un cuento escrito por Algernon Blackwood, quien se caracterizó por sus obras fantásticas y por su gran admiración hacia el ocultismo. Publicó unas diez antologías de cuentos y escribió algunas novelas. Relata una pequeña historia donde la tecnología puede pertenecer a lo sobrenatural. La narrativa logra empatizar con el protagonista, dejando un sentimiento más profundo al final del relato.

## Sinopsis
Una mujer angustiada le pide a su prima pasar un par de noches con ella tras la partida de su marido por tren a París. Con el paso de las horas ambas notan que el teléfono suena repetidas veces y nadie responde del otro lado, así que deciden desconectar la línea telefónica. Sin embargo, en la madrugada suena inesperadamente el teléfono. La esposa responde, es su marido quien tiene que confesarle algo.